# Edward Armitage
Pour les articles homonymes, voir Armitage.
Edward Armitage né à Londres le 20 mai 1817 et mort à Tunbridge Wells le 24 mai 1896 est un peintre britannique. Artiste de l'époque victorienne, ses œuvres portent essentiellement sur des sujets historiques, classiques et bibliques.

## Biographie

### Origines familiales
Edward Armitage est né à Londres dans une famille de riches industriels du Yorkshire. Il était l'aîné des sept fils de James Armitage (1793-1872) et d'Anne Elisabeth Armitage, née Rhodes (1788-1833), à Farnley Hall, juste au sud de Leeds dans le Yorkshire. Son arrière-grand-père James (1730-1803) avait acheté Farnley Hall à sir Thomas Danby en 1799 et, en 1844, son père James et ses frères ont fondé l'usine sidérurgique de Farnley, en utilisant le charbon, le fer et l'argile. Son frère Thomas Rhodes Armitage (1824-1890) a fondé le Royal National Institute of Blind People (Institut national royal des aveugles).

### Formation artistique
Armitage étudie l'art à Paris, où il intègre l'École nationale supérieure des beaux-arts en octobre 1837. Il y fait son apprentissage dans l'atelier du peintre d'histoire Paul Delaroche qui, à cette époque, est au somme de sa renommée. Armitage est l'un des quatre élèves choisi pour assister Delaroche dans la réalisation de la fresque de l'Hémicycle de l'amphithéâtre du palais des Beaux-Arts. Alors qu'il est encore à Paris, il expose Prométhée enchaîné en 1842 qu'un critique contemporain décrit comme étant « bien dessiné, mais brutalement énergique[réf. nécessaire] ».

### Concours de Westminster

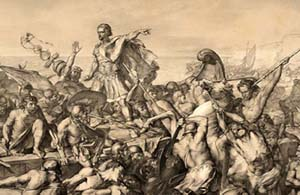
La première expédition de César en Bretagne (vers 1843), Londres, palais de Westminster.

En 1843, Armitage retourne à Londres où il participe à un concours organisé pour redécorer la  Chambre du Parlement détruite par un incendie en 1834. Pour organiser et superviser ce projet, une commission royale avait été nommée en 1841, dont le président était le prince consort de la Reine Victoria, le Prince Albert de Saxe-Cobourg et Gotha. Les décorations devaient être exécutés sous forme de fresques qui devaient illustrer des épisodes de l'histoire britannique ou des œuvres de Spenser, Shakespeare ou Milton.
Des concours étaient organisés auxquels un certain nombre d'éminents artistes prirent part. Les résultats du premier concours ont été dévoilés au Westminster Hall durant l'été 1843, attirant l'attention d'un public nombreux. La peinture réalisée par Armitage, L'Expédition de Jules César en Bretagne, a obtenu l'un des trois premiers prix de 300 livres. Il a remporté un autre prix en 1845 pour une œuvre intitulée L'Esprit de la Religion. Alors qu'aucune de ces peintures n'ait été une fresque, Armitage a réalisé deux fresques dans la galerie des Poètes : La Tamise et ses affluents, aussi appelé la Personnification de la Tamise (1852), inspirée de la poésie d'Alexander Pope, et La Mort de Marmion (1854) tirée du poème de sir Walter Scott. Mais ces fresques n'étaient pas adaptée à l'atmosphère qui régnait à Londres au XIXe siècle et beaucoup ont commencé à se détériorer presque aussitôt après avoir été accomplies.
Edward Armitage a également remporté un prix en 1847 pour sa peinture à l'huile dénommée La Bataille de Meanee qui a ensuite été achetée par la reine Victoria. À l'issue de cette bataille, le général Charles Napier avait conquis les provinces du Sind, le récit de cet épisode ayant été écrit par son frère, sir William Napier. Armitage a consulté les deux frères pour avoir des informations détaillées sur la bataille et il a utilisé des esquisses prêtées par Charles Napier. Toutefois, le tableau a fait l'objet de nombreuses controverses, notamment quant au fait de savoir si cette guerre était justifiée. La revue Art-Union indiquait ainsi en 1847 : « Nonobstant la grande capacité affichée par M. Armitage dans cette production, qui de sa classe, n'a jamais été surpassé en Angleterre, nous ne pouvons que regretter qu'il n'ait pas sélectionné un thème plus purement historique, plus honorable pour notre nation que le massacre de milliers de personnes dont, après tout, nous avons été les oppresseurs ».

### Expositions à la Royal Academy

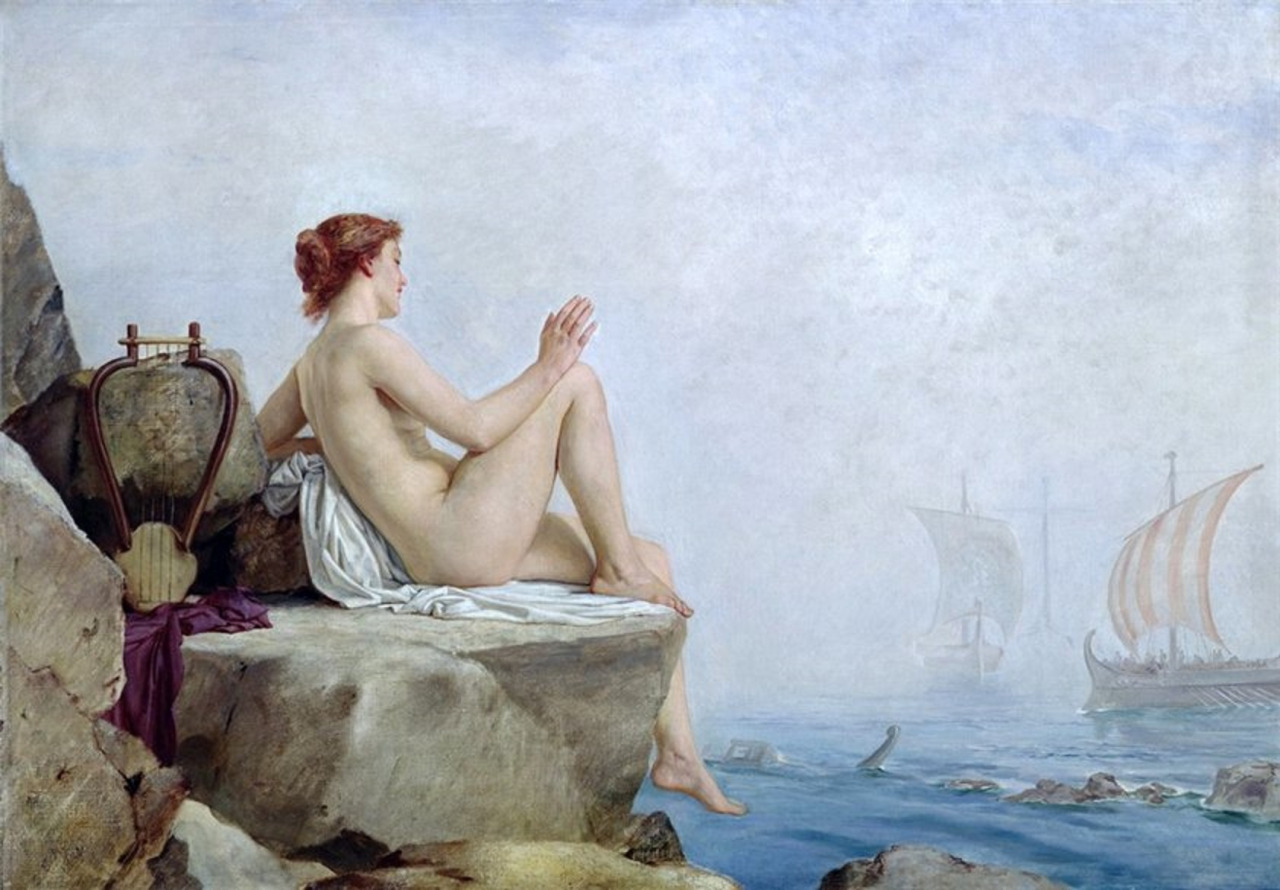
La Sirène (1888), Leeds,.

En 1848, Armitage expose pour la première fois à la Royal Academy où il présente deux toiles, Henry VIII et Catherine Parr, et Trafalgar. Il a continué à envoyer ses contributions à l'académie jusqu'à sa mort parmi lesquelles Retribution (1858), Le Banquet d'Esther (1865) (également connu sous le nom Le Festival d'Esther), Le Remords de Judas (1866), La Fête d'anniversaire d'Hérode (1868), Une députation à Faraday (1871), Julien l'Apostat (1875), Galatée Pygmalion (1878), Rencontre de saint François et saint Dominique (1882), La Foi (1884), La Sirène (1888), et The late T.R. Armitage, M.D., the Friend of the Blind (1893).
L'œuvre la plus connue d'entre elles est sans doute l'immense tableau impérialiste, Retribution, dans lequel Armitage représente une allégorie de la répression de la mutinerie indienne en Grande-Bretagne en 1857. Cette toile a été réalisée d'après les détails sensationnalistes du massacre des soldats britanniques, des femmes et des enfants diffusés par la presse. L’Illustrated London News de 1859 décrivait le tableau ainsi: « Britannia, représentée dans des proportions colossales, saisit le tigre assassin à la gorge et s'apprête à plonger son épée dans son cœur… Le résultat mélancolique de la mutinerie, qui a semé le deuil dans tant de foyers, se caractérise par le nombre des victimes prosternées et les débris de livres éparpillés. »

### Mariage
Le 3 février 1853, Edward Armitage épouse Catherine Laurie Barber, elle-même artiste. Ils ont été parmi les premiers artistes à s'installer dans le quartier de St John's Wood à Londres, et leurs amis, parmi lesquels de nombreux artistes, s'installèrent également dans les environs.

### Voyage en Crimée
En 1855, le marchand d'art Ernest Gambart envoie Armitage en Crimée pour faire des croquis sur le terrain pour des tableaux parmi lesquels on peut citer Le Siège de la garde à Inkerman et La Cavalerie lourde charge à Balaclava, qui ont été présentés à la galerie française Gambart à Londres au printemps de 1856. Il expose aussi un tableau intitulé Souvenir de Scutari à la Royal Academy en 1857 (conservé au musée Tyne and Wear). Un certain nombre de croquis d'Armitage en Crimée ont été reproduits dans le Illustrated London News et le The Graphic dont Lord Raglan and Sir Edmund Lyons, General Bosquet, Captor of Malakoff Tower, General Trochu et Before Sebastopol, Zouaves Making Gabions.

### Œuvres décoratives
Contrairement à certains de ses collègues artistes, Armitage n'a pas été découragé par son expérience du travail sur les fresques du Parlement. Au cours de l'été 1858, il a passé plusieurs semaines de recherche dans la ville italienne d'Assisi, avant de réaliser des fresques dans l'église catholique romaine de Saint-Jean l'Evangéliste à Islington, alors que son ami l'artiste George Frederic Watts sculptait la tête d'un apôtre. Armitage a également peint des fresques pour l'église paroissiale Saint-Marylebone et l'église Saint-Marc à Londres, ainsi qu'une fresque monochrome à l'University College Hall de Bloomsbury, commémorant l'écrivain Henry Crabb Robinson et d'autres figures éminentes de l'époque. Les autres peintures décoratives comprennent une partie de la frise en terre cuite dénommée Le Triomphe de l'art et des lettres, au Royal Albert Hall ainsi qu'une partie de ce qu'on a appelé le Valhalla Kensington au South Kensington Museum, aujourd'hui devenu le Victoria and Albert Museum.

### Élection à la Royal Academy
Armitage a été élu associé de la Royal Academy en 1867, membre à plein temps en 1872 et, en 1875, il a été il a été nommé professeur et conférencier sur la peinture. Ses conférences à l'Académie royale ont été publiés dans Conférences sur la peinture (Londres, 1883).
Après sa retraite de la Royal Academy en mai 1894, Armitage a passé quelque temps à Tunbridge Wells où il mourut le 24 mai 1896 d'apoplexie et d'épuisement après une pneumonie. Il est enterré au cimetière de Hove.

## Œuvres

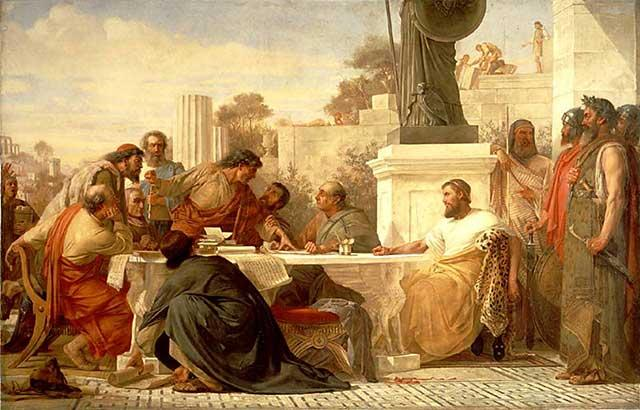
Julian the Apostate Presiding at a Conference of Sectarians (1875), Liverpool, Walker Art Gallery.

- Le Retour des Ulysses, 1840-1853, Leeds City Art Gallery.
- La Bataille de Meanee, 1847, Collection Royale, palais St. James.
- La Tamise et ses affluents, 1852, Upper Waiting Hall, palais de Westminster.
- La mort Nelson, 1848, Britannia Museum Trust, Dartmouth.
- Retribution, 1858, Leeds City Art Gallery.
- Benozzo Gozzali, 1864, Victoria and Albert Museum.
- Le Festival d'Esther, 1865, Londres, Royal Academy.
- Le Remors de Judas, 1866, Londres, Tate Collection.
- La fête d'anniversaire d'Herode, 1868, Londres, Guildhall.
- A Deputation to Faraday, 1871, Londres, Royal Society.
- A Dream of Fair Women, 1872-1874, Hastings Public Library.
- Julian the Apostate Presiding at a Conference of Sectarians, 1875, Liverpool, Walker Art Gallery.
- Samson et le Lion, 1881, musée de Brighton & Hove.
- La Sirène, 1882, Auckland Art Gallery, Nouvelle-Zélande.
- Institution of the Franciscan Order, 1887, église St. John l'évangéliste, Islington.